# Blackbolbus brittoni
Blackbolbus brittoni är en skalbaggsart som beskrevs av Henry Fuller Howden 1985. Blackbolbus brittoni ingår i släktet Blackbolbus och familjen Bolboceratidae. Inga underarter finns listade.